# 黑森林饼皇
黑森林饼皇，全名上海黑森林饼皇食品有限公司，是一家创办于1980年代的中英合资连锁西饼屋，是较早进入上海的西点连锁企业。

## 历史
目前，黑森林饼皇在上海有着20多家分店，售卖面包、蛋糕、西點等西式点心，也兼售月饼、青团等中式糕点。企业的总部设在上海市徐汇区石龙路83号。